# Марк Помпей Макрин Неос Феофан
Марк Помпей Макрин Неот Феофан (лат. Marcus Pompeius Macrinus Neos Theophanes) — римский политический деятель начала II века.
По происхождению Феофан был латинизированным греком. Возможно, был потомком друга военачальника Гнея Помпея Великого Феофана, который написал исторический труд о его походах и был римским гражданином. В его честь имел имя «Неос Феофан», что означает «Новый Феофан».
Карьеру Макрин начал, по всей видимости, в правление императора Траяна военным трибуном, а затем легатом легиона на рейнской границе. До консульства Макрин занимал должность проконсула Сицилии. В 115 году он был назначен консулом-суффектом. В 130/131 году Феофан был проконсулом Африки. Его сыном был консул 164 года Марк Помпей Макрин.